# Walter Mettmann
Walter Mettmann (Colonia, 25 de septiembre de 1926-Münster, 12 de julio de 2011) fue un filólogo medievalista, romanista y arabista alemán, que fue también hispanista y lusitanista.

## Biografía
Era hijo de Johann y Elisabeth (Marx) Mettmann. Estudió Filología Románica y Árabe en las Universidades de Colonia y París y se doctoró con un trabajo sobre el teatro religioso de Tirso de Molina (1954). El 28 de febrero de 1953 ya se había casado con Emmy Petrovics. Entre 1958 y 1962 fue profesor ayudante en la Universidad de Colonia. Desde 1962 a 1991 fue profesor titular y director del Seminario de Filología Románica de la Universidad de Münster. Fue especialista en literatura medieval y publicó ediciones y estudios sobre textos españoles (Historia de la doncella Teodor, La Celestina), gallegos (Cantigas de Santa María), catalanes y franceses (Roman de Tristán en las versiones de Béroul y Tomás de Bretaña, François Villon). Fue coeditor de la revista Ibero-Amerikanisches Archiv, desde 1982 miembro de la Academia de Ciencias y Artes de Renania del Norte-Westfalia / Rheinisch-Westfälische Akademie der Wisseschaften y desde 1972 fue miembro correspondiente de la Academia de Ciencias de Gotinga / Akademie der Wissenschaften in Göttingen. Su trabajo más destacado, la edición crítica de las Cantigas de Santa María de Alfonso X el Sabio (Coímbra, 1959, 1961, 1964, 1972, 4 vols.), se acompañó también de un Glosario editado en 1972. En sus últimos años se dedicó a la literatura rabínica, editando diversas obras de Alfonso de Valladolid, también conocido como Abner de Burgos.

## Obras
- Ed. de Der Tristanroman, Tübingen: Max Niemeyer Verlag, 1962.
- Ed. de La historia de la donzella Teodor. Ein spanisches Volksbuch arabischen Ursprungs, Mainz: Verl. der Akad. der Wiss. und der Literatur, 1962.
- Ed. de Alfonso el Sabio, Cantigas de Santa Maria, Coímbra 1959–1972, 4 vols.; Vigo: Edicións Xerais de Galicia, 1981, 2 vols.; Madrid: Castalia, 1986–1989, 3 vols.
- Ed. de Alfonso de Valladolid (Abner von Burgos), Ofrenda de zelos ("Minḥat Ḳĕnaʼot") und "Libro de la ley". Ausgabe und Kommentar, Opladen, 1990.
- Ed. de Alfonso de Valladolid, Mostrador de justicia, 2 Bde., Opladen 1994–1996
- Ed. de Alfonso de Valladolid, Tĕšuvot la-mĕharef. Spanische Fassung, Opladen 1998
- Die volkssprachliche apologetische Literatur auf der Iberischen Halbinsel im Mittelalter Geisteswissenschaften, Opladen: Rheinisch Westfalische Akademie der Wissenschaften, Westdeutscher Verlag, 1987.